# Coupe Charles Drago 1956
Navigation
Édition précédente Édition suivante
La quatrième édition de la Coupe Charles Drago est organisée durant la deuxième partie de la saison 1955-1956 par la Ligue nationale de football pour les clubs professionnels français, et se déroule sur une période de février à juin. La compétition oppose les clubs éliminés de la Coupe de France de football avant les quarts de finale.

## Clubs participants
| Division 1 - Girondins de Bordeaux - Lille OSC - Olympique de Marseille - FC Metz - AS Monaco - Nîmes Olympique - RC Paris - FC Sochaux-Montbéliard - RC Strasbourg - Toulouse FC | Division 2 - AS Aix-en-Provence - Olympique d'Alès - SCO Angers - RCFC Besançon - AS Béziers - AS Cannes - FC Grenoble - Le Havre AC - SO Montpellier - FC Nantes - CA Paris - FC Perpignan - Red Star Olympique - Stade rennais UC - CO Roubaix-Tourcoing - FC Rouen - FC Sète - Stade français - SC Toulon - US Valenciennes-Anzin |

## Premier tour
Les matchs se déroulent sur le terrain du premier club cité, sauf note contraire. En cas de match nul, le match est rejoué.
L'ensemble des clubs participants ont été éliminés en trente-deuxièmes de finale de la Coupe de France, à l'exception du CA Paris, du SC Toulon et du RCFC Besançon, éliminés au tour précédent.
Matchs disputés le 5 février 1956 sauf note contraire.
| Équipe 1                  | Score      | Équipe 2                   | Notes                              |
| RC Paris (D1)             | 6 - 1      | FC Nantes (D2)             | Disputé à Brest                    |
| CA Paris (D2)             | 0 - 0 a.p. | FC Metz (D1)               | Disputé à Villeneuve-Saint-Georges |
| CO Roubaix-Tourcoing (D2) | 1 - 0      | US Valenciennes-Anzin (D2) |                                    |
| SC Toulon (D2)            | 2 - 3 a.p. | AS Aix-en-Provence (D2)    |                                    |
| FC Sète (D2)              | 0 - 1      | SO Montpellier (D2)        |                                    |
| RCFC Besançon (D2)        | 0 - 3      | FC Perpignan (D2)          | Disputé le 29 février              |

- Match à rejouer

| FC Metz (D1) | 2 - 0 | CA Paris (D2) | Disputé le 14 février |

## Deuxième tour
Les matchs se déroulent sur le terrain du premier club cité, sauf note contraire. En cas de match nul, le match est rejoué.
Aux six clubs qualifiés à la suite du premier tour se joignent les clubs professionnels éliminés en seizièmes de finale de la Coupe de France : Alès, Bordeaux, Cannes, Lille, Monaco, le Red Star, Rennes, Rouen, Sochaux, le Stade français, Strasbourg et Toulouse.
Matchs disputés le 4 mars 1956, sauf note contraire.
| Équipe 1                | Score      | Équipe 2                    | Notes                          |
| Red Star Olympique (D2) | 1 - 5      | AS Monaco (D1)              | Disputé le 3 mars              |
| Stade français (D2)     | 2 - 0      | CO Roubaix-Tourcoing (D2)   | Disputé le 3 mars à Saint-Ouen |
| Stade rennais UC (D2)   | 3 - 2      | Toulouse FC (D1)            |                                |
| AS Aix-en-Provence (D2) | 1 - 2      | RC Paris (D1)               |                                |
| FC Rouen (D2)           | 5 - 1      | FC Sochaux-Montbéliard (D1) |                                |
| AS Cannes (D2)          | 2 - 3 a.p. | FC Metz (D1)                |                                |
| SO Montpellier (D2)     | 3 - 4      | RC Strasbourg (D1)          |                                |
| Olympique d'Alès (D2)   | 1 - 3      | Lille OSC (D1)              |                                |
| FC Perpignan (D2)       | 2 - 3 a.p. | Girondins de Bordeaux (D1)  |                                |

## Huitièmes de finale
Les matchs se déroulent sur le terrain du premier club cité. En cas de match nul, le match est rejoué.
Aux neuf clubs qualifiés à la suite du deuxième tour se joignent les clubs professionnels éliminés en huitièmes de finale de la Coupe de France : Angers, AS Béziers, Grenoble, Le Havre, Marseille et Nîmes.
Le total de clubs engagés étant impair, un club est exempté. Il s'agit du Havre AC.
Matchs disputés le 8 avril 1956 sauf note contraire.
| Équipe 1              | Score      | Équipe 2                    | Notes              |
| FC Rouen (D2)         | 2 - 4 a.p. | Girondins de Bordeaux (D1)  | Disputé le 5 avril |
| AS Béziers (D2)       | 1 - 0      | RC Paris (D1)               | Disputé le 7 avril |
| RC Strasbourg (D1)    | 2 - 5      | Nîmes Olympique (D1)        |                    |
| Stade rennais UC (D2) | 2 - 3      | FC Metz (D1)                |                    |
| FC Grenoble (D2)      | 0 - 1      | Lille OSC (D1)              |                    |
| SCO Angers (D2)       | 1 - 2      | AS Monaco (D1)              |                    |
| Stade français (D2)   | 4 - 5 a.p. | Olympique de Marseille (D1) |                    |

## Quarts de finale
Les matchs se déroulent sur le terrain du premier club cité, sauf note contraire. En cas de match nul, le match est rejoué.
Matchs disputés le 6 mai 1956.
| Équipe 1                    | Score | Équipe 2                   | Notes                 |
| Olympique de Marseille (D1) | 7 - 0 | AS Béziers (D2)            | Disputé à Montpellier |
| Nîmes Olympique (D1)        | 4 - 0 | Girondins de Bordeaux (D1) |                       |
| FC Metz (D1)                | 3 - 0 | Le Havre AC (D1)           | Disputé à Amiens      |
| Lille OSC (D1)              | 3 - 0 | AS Monaco (D1)             | Disputé à Limoges     |

## Demi-finales
Les matchs se déroulent sur terrain neutre. En cas de match nul, le match est rejoué.
Matchs disputés le 26 mai 1956.
| Équipe 1             | Score | Équipe 2                    | Notes                      |
| Lille OSC (D1)       | 1 - 1 | FC Metz (D1)                | Disputé à Boulogne-sur-Mer |
| Nîmes Olympique (D1) | 2 - 1 | Olympique de Marseille (D1) | Disputé à Toulon           |

- Match à rejouer

| Lille OSC (D1) | 5 - 1 | FC Metz (D1) | Disputé le 6 juin à Longwy |

## Finale
Deux ans après sa première finale, le Lille OSC s'incline de nouveau au Parc des Princes, cette fois face au Nîmes Olympique. En championnat, les deux équipes ont été à la peine pendant la saison, Nîmes ne terminant que treizième, alors que Lille finissait seizième et relégué en Division 2. Lors de cette finale de Coupe Drago, la logique sportive est donc respectée, les Nîmois prenant le dessus. Menés 0 - 2 à la mi-temps, puis 0 - 3 peu après l'heure de jeu, les Nordistes sauvent finalement l'honneur dans les dernières minutes du match.
| Clubs           | Nîmes Olympique - Lille OSC |
| Score           | 3-1 (2-0) |
| Date            | 20 juin 1956 |
| Stade           | Parc des Princes, Paris 8 141 spectateurs |
| Arbitre         | M. Marcel Lequesne |
| Buts            | Liron (25e), Kominek (30e) et Abdesselem (65e) pour Nîmes ; Delepaut (85e) pour Lille |
| Nîmes Olympique | Stéphan Dakowski, Maurice Lafont, Stanislas Golinski, André Campo, Pierre Barlaguet, André Schwager, Ginès Liron, Friedrich Kominek, Abdesselem Ben Mohammed, Hassan Akesbi, Bernard Rahis. Entraîneur : Kader Firoud |
| Lille OSC       | Jean Van Gool, Enzo Zamparini, Guillaume Bieganski, Jacques Delepaut, Marceau Somerlinck, Jean Rivet, Yvon Douis, André Strappe, Robert Lemaître, Michel Taisne, Bernard Lefèvre. Entraîneur : André Cheuva           |